# Philotiella speciosa
Philotiella speciosa is een vlinder uit de familie van de Lycaenidae. De wetenschappelijke naam van de soort is voor het eerst geldig gepubliceerd in 1877 door Edwards.